# Juan Manuel Alejándrez
Juan Manuel Alejándrez Rodríguez (Tesistán, Jalisco, 17 de mayo de 1944 - Guadalajara, Jalisco, 6 de enero de 2007) fue un futbolista mexicano que se desempeñó como defensa. Disputó la Copa Mundial de 1970 con la Selección Mexicana.
Habiendo debutado con el Nacional, destacó de sobremanera con Cruz Azul, siendo partícipe de la época dorada del equipo, en las que obtuvo 4 Ligas, una Copa, un Campeón de Campeones y 3 Copas de Campeones, con lo que es uno de los jugadores más laureados en la historia del club. Hizo su debut el 30 de mayo de 1965 en el extinto Estadio Revolución, cuando jugaron de visitantes contra Irapuato y ganaron 1-2, en la jornada inaugural de la temporada 1965-66. A su salida del equipo en 1973, jugó cuatro temporadas con Jalisco y se retiró con el Atlante en 1978.
Poseedor de un potente disparo de media distancia, disputó también los Juegos Olímpicos de México 1968. Previo al Mundial en México, Alejándrez tuvo un choque accidental con el compañero de selección, Alberto Onofre, que le impidió a este último participar en la competencia tras sufrir una fractura de tibia y peroné. Falleció a la edad de 62 años, a consecuencia de una enfermedad estomacal que padecía desde el 2003 y la cual se fue agravando hasta culminar con su muerte.
 

## Trayectoria

### Clubes
| Club      | País   | Año         |
| --------- | ------ | ----------- |
| Nacional  | México | 1964 - 1965 |
| Cruz Azul | México | 1965 - 1973 |
| Jalisco   | México | 1973 - 1977 |
| Atlante   | México | 1977 - 1978 |

## Selección Mexicana

### Participaciones en Juegos Olímpicos
| Torneo                   | Sede   | Resultado     |
| ------------------------ | ------ | ------------- |
| Juegos Olímpicos de 1968 | México | Cuarto puesto |

### Participaciones en Copas del Mundo
| Mundial                        | Sede   | Resultado        |
| ------------------------------ | ------ | ---------------- |
| Copa Mundial de Fútbol de 1970 | México | Cuartos de final |

## Palmarés

#### Campeonatos nacionales
| Título               | Club      | País   | Edición     |
| -------------------- | --------- | ------ | ----------- |
| Primera División     | Cruz Azul | México | 1968/69     |
| Copa México          | Cruz Azul | México | 1968/69     |
| Campeón de Campeones | Cruz Azul | México | 1968/69     |
| Primera División     | Cruz Azul | México | México 1970 |
| Primera División     | Cruz Azul | México | 1971/72     |
| Primera División     | Cruz Azul | México | 1972/73     |

#### Campeonatos internacionales
| Título            | Club      | País   | Edición |
| ----------------- | --------- | ------ | ------- |
| Copa de Campeones | Cruz Azul | México | 1969    |
| Copa de Campeones | Cruz Azul | México | 1970    |
| Copa de Campeones | Cruz Azul | México | 1971    |